# Жуківська сільська рада (Бережанський район)
Жу́ківська сільська́ ра́да — адміністративно-територіальна одиниця та орган місцевого самоврядування в Бережанському районі Тернопільської області. Адміністративний центр — село Жуків.

## Загальні відомості
- Територія ради: 25,125 км²
- Населення ради: 1 710 осіб (станом на 2001 рік)
- Водоймища на території, підпорядкованій даній раді: річка Золота Липа, озеро

## Населені пункти
Сільській раді були підпорядковані населені пункти:
- с. Жуків
- с. Гиновичі
- с. Підлісне

## Історія
Село Гиновичі спочатку утворювало окрему сільську раду, згодом дві адміністративно-територіальні одиниці було об'єднано.

## Склад ради
Рада складалася з 20 депутатів та голови.
- Голова ради: Крамар Василь Тарасович
- Секретар ради: Чендей Марія Іванівна

### Керівний склад попередніх скликань
| Прізвище, ім'я, по батькові | Основні відомості                                                                              | Дата обрання | Дата звільнення |
| --------------------------- | ---------------------------------------------------------------------------------------------- | ------------ | --------------- |
| Мищишин Тарас Васильович    | Сільський голова, 1965 року народження                                                         | 26.03.2006   | 31.10.2010      |
| Крамар Василь Тарасович     | Сільський голова, 1969 року народження, освіта середня спеціальна, член Народного Руху України | 15.05.2011   |                 |

Примітка: таблиця складена за даними сайту Верховної Ради України

### Депутати
За результатами місцевих виборів 2010 року депутатами ради стали:

#### За суб'єктами висування
| Суб'єкт висування                                       | Кількість обраних депутатів | %  |
| ------------------------------------------------------- | --------------------------- | -- |
| Самовисування                                           | 11                          | 55 |
| Політична партія Народний Рух України                   | 7                           | 35 |
| Політична партія Всеукраїнське об'єднання «Батьківщина» | 1                           | 5  |
| Політична партія «Наша Україна»                         | 1                           | 5  |

#### За округами
| № округу                                                | Прізвище, ім'я, по батькові   | Дата визнання обраним | Освіта             | Партійна приналежність                        | Відомості про обраного депутата                                                       |
| ------------------------------------------------------- | ----------------------------- | --------------------- | ------------------ | --------------------------------------------- | ------------------------------------------------------------------------------------- |
| Політична партія Всеукраїнське об'єднання «Батьківщина» |                               |                       |                    |                                               |                                                                                       |
| 14                                                      | Яцків Назар Іванович          | 02.11.2010            | вища               | член Всеукраїнського об'єднання «Батьківщина» | тимчасово не працює                                                                   |
| Політична партія Народний Рух України                   |                               |                       |                    |                                               |                                                                                       |
| 5                                                       | Миськів Василь Дмитрович      | 02.11.2010            | вища               | член Народного Руху України                   | Бережанський агротехнічний коледж, студент                                            |
| 6                                                       | Вовк Василь Михайлович        | 02.11.2010            | вища               | член Народного Руху України                   | Управління УЕГГ, майстер                                                              |
| 7                                                       | Колісник Роман Васильович     | 02.11.2010            | вища               | член Народного Руху України                   | Будинок творчості школярів м. Бережани, керівник гуртків                              |
| 8                                                       | Шагай Василь Михайлович       | 02.11.2010            | вища               | член Народного Руху України                   | ТзОВ «Піат ЛТД» м. Бережани, робітник                                                 |
| 10                                                      | Пришляк Володимир Михайлович  | 02.11.2010            | вища               | член Народного Руху України                   | пенсіонер                                                                             |
| 13                                                      | Семеген Надія Миронівна       | 02.11.2010            | вища               | член Народного Руху України                   | Жуківська загальноосвітня школа І-ІІІ ст. ім. Б.Лепкого, вчитель                      |
| 16                                                      | Остапів Михайло Володимирович | 02.11.2010            | вища               | член Народного Руху України                   | тимчасово не працює                                                                   |
| Політична партія «Наша Україна»                         |                               |                       |                    |                                               |                                                                                       |
| 11                                                      | Чендей Марія Іванівна         | 02.11.2010            | вища               | член Політичної партії «Наша Україна»         | Жуківська сільська рада, секретар                                                     |
| Самовисування                                           |                               |                       |                    |                                               |                                                                                       |
| 1                                                       | Підлужний Михайло Михайлович  | 15.06.2014            | середня спеціальна | позапартійний                                 | тимчасово не працює                                                                   |
| 2                                                       | Шагай Мирослав Михайлович     | 02.11.2010            | вища               | позапартійний                                 | Смт. Козова АЗС «Укрнафта», заправщик                                                 |
| 3                                                       | Драган Галина Іванівна        | 02.11.2010            | вища               | позапартійна                                  | Жуківська загальноосвітня школа І-ІІІ ст. ім. Б.Лепкого, вчитель                      |
| 4                                                       | Лещишин Михайло Степанович    | 02.11.2010            | вища               | позапартійний                                 | Жуківська загальноосвітня школа І-ІІІ ст. ім. Б.Лепкого, майстер виробничого навчання |
| 9                                                       | Віятик Ігор Миронович         | 02.11.2010            | вища               | позапартійний                                 | тимчасово не працює                                                                   |
| 12                                                      | Легкий Дмитро Володимирович   | 02.11.2010            | вища               | позапартійний                                 | тимчасово не працює                                                                   |
| 15                                                      | Волощук Олег Миколайович      | 26.11.2012            | незакінчена вища   | позапартійний                                 | студент                                                                               |
| 17                                                      | Рак Богдан Петрович           | 03.06.2013            | незакінчена вища   | позапартійний                                 | Бережанський агротехнічний інститут, студент                                          |
| 18                                                      | Мрочко Василь Степанович      | 03.06.2013            | вища               | позапартійний                                 | тимчасово не працює                                                                   |
| 19                                                      | Герасимів Назар Ярославович   | 16.05.2011            | незакінчена вища   | позапартійний                                 | Бережанський агротехнічний інститут, студент                                          |
| 20                                                      | Шагай Василь Ігорович         | 16.05.2011            | незакінчена вища   | позапартійний                                 | Бережанський агротехнічний інститут, студент                                          |